# Бојкот
Бојкот је било који облик борбе који се састоји у прекидању сваке везе са неким или потпуно прекидање свакодневног функционисања било којег облика уређења. Овај термин је добио назив по Чарлсу Канингему Бојкоту који је био енглески официр и надзорник имања. Родио се у Берг Сент Питерсу 1832. округа Норфок, а умро у Флекстону 1897. године.
Сељаци у Грофовији Ерн, у Ирској, који су трпели од самовоље надзорника Бојкота, послужили су се новом тактиком борбе. Уместо да га отворено нападају, настојали су да спрече извршење његових одлука и онемогуће све мере које је он предузимао простим неизвршавањем и оглушавањем о заповести. Бојкотовали су његове одлуке и тако га победили.
Као облик борбе, бојкот су касније примењивали и радници против капиталиста, а понекад и поједине државе бојкотују другу државу због неких нерешених проблема. Пример су санкције УН против Србије и Црне Горе од 1993. до 1995. године, као и бојкот словеначке робе организзован 1989. године од стране власти Слободана Милошевића.